# Чернавчик
Чернавчик — деревня в Половинском районе Курганской области. Входит в состав Сухменского сельсовета.

## География
Расположена у озера Большой Чернавчик.

## История
Основана в 1921 году. По данным на 1926 год посёлок Чернавчик состоял из 41 хозяйства. В административном отношении входил в состав Сухменского сельсовета Лопатинского района Курганского округа Уральской области.

## Население
| 1989 | 2002 | 2010 |
| ---- | ---- | ---- |
| 164  | ↘141 | ↘111 |

По данным переписи 1926 года в поселке проживало 243 человека (115 мужчин и 125 женщин), в том числе: украинцы — 130 человек и русские — 109 человек.